# Beatrice Lazzari
Bice, właśc. Beatrice Lazzari (ur. 15 listopada 1900 w Wenecji, zm. 13 listopada 1981 w Rzymie) – włoska malarka abstrakcjonistka. Uważana za liderkę malarstwa powojennego we Włoszech.

## Życiorys
Bice pochodziła z dobrze sytuowanej rodziny przedsiębiorców i architektów weneckich. Początkowo uczyła się muzyki w Conservatorio di Musica Benedetto Marcello di Venezia, by w 1916 roku zapisać się do Szkoły Sztuk Pięknych w Wenecji. Studiowała tam ornament i dekorację. Była zdolną pejzażystką, czerpiącą inspirację ze szkoły Burano, która w latach 20. XX wieku kontynuowała wenecką tradycję malarstwa pejzażowego. W 1924 roku pierwszy raz publicznie zaprezentowała pracę Martwa natura podczas ekspozycji w Opera Bevilacqua La Masa, a w 1929 roku w galerii San Moisè miała miejsce jest pierwsza indywidualna wystawa.
Od 1925 roku pracowała jako projektantka sztuki użytkowej. W 1935 roku Bice przeniosła się do Rzymu. Kontynuowała współpracę z architektami i dekoratorami tworząc dekoracje wnętrzarskie. W 1949 roku ponownie skoncentrowała się na praktyce malarskiej. Prace, które powstały w latach 50. uważane są za „jeden z najcenniejszych przykładów włoskiego informelu”.
Bice Lazzari zmarła w Rzymie 13 listopada 1981 roku.

## Twórczość
Wenecka scena artystyczna lat 30. XX wieku zdominowana była przez krąg artystów Circolo Artistico z Palazzo dei Piombi i Café Zattere. W tym drugim miejscu Bice poznała Carlo Scarpę i Mario de Luigiego. Pod wpływem artystów awangardowych zerwała z tradycją figuratywną w sztuce użytkowej, wybierając jako środki wyrazu abstrakcyjne wzornictwo i kompozycje geometryczne. W malarstwie wciąż stawiała na tradycyjny pejzaż. Po przeprowadzce do Rzymu w 1935 roku Bice brała udział w powstawaniu murali i paneli dekoracyjnych do instalacji dużych wystaw organizowanych przez państwo włoskie.
Lata 50. to czas, kiedy zyskała publiczne uznanie wystawiając swoje obrazy na indywidualnej ekspozycji w La Cassapanca w Rzymie w 1951 roku i w 1954 w galerii Schneidera. Cztery lata później jej prace prezentowano w Galerii d’Arte del Cavallino w Wenecji i ponownie w Rzymie w galerii La Salita.
Od 1959 roku artystka zaczęła stosować nowe materiały: klej, piasek i gwasz, a później farby akrylowe. Jej obrazy zyskały nowy, mocno materialistyczny wymiar. Eksplorowała formalne aspekty malarstwa i rysunku, często inspirowała się muzyką. Jej zainteresowanie ruchem informelu było szczególnie silne w późnych latach 50. i na początku 60. Od 1964 roku zaczęła używać farb akrylowych, zredukowała paletę barw i zaczęła tworzyć grafitowe prace monochromatyczne, z których jest najbardziej rozpoznawalna. Kompozycje, mimo surowej geometrycznej prostoty, zachowują niepowtarzalny charakter i oryginalny liryczny styl. Uważana za jedną z najoryginalniejszych artystek swojego pokolenia.